# Pierre Loeb (peintre)
Pour les articles homonymes, voir Loeb et Pierre Loeb (galeriste).
 (avril 2008).
Si vous disposez d'ouvrages ou d'articles de référence ou si vous connaissez des sites web de qualité traitant du thème abordé ici, merci de compléter l'article en donnant les références utiles à sa vérifiabilité et en les liant à la section « Notes et références ».
Pierre Loeb est un peintre français né le 23 juin 1934 à Nancy.

## Biographie
Pierre Loeb passe son enfance à Pont-à-Mousson où son père tient une graineterie. Après la guerre, pendant laquelle sa famille se retire en Saône-et-Loire puis dans l'Ain, retour en Lorraine jusqu'en 1947. Pensionnaire dans une école privée de la région parisienne jusqu'en 1952, ce sera l'occasion d'un premier contact avec la capitale. Jusqu'en 1955, il commence sa formation à l'école des Arts appliqués de Metz. Après ses classes à Verdun, il embarque pour Bône et poursuit son service militaire à la frontière tunisienne. De retour à Paris, il fréquente l'école de Paul Colin de 1959 à 1961. Au cours de cette même période, durant quelques mois, il rejoint l'académie André Lhote dont il avait déjà abordé l'enseignement par la lecture. Au cours des années 1960, il fréquente régulièrement les cours de dessin de la ville de Paris au 80, boulevard du Montparnasse et à l'académie Henri Goetz.
- 1952-1955 : École des Arts Appliqués - Metz
- 1959-1961 : École Paul Colin
- 1960 : Académie André Lhote
- 1962-1967 : Cours supérieurs de dessin de la Ville de Paris
- 1966-1967 : Académie Goetz

## Ses thèmes
Pierre Loeb s'exprime :
« Parmi les thèmes que choisit un peintre, ou un artiste en général, certains sont traditionnels et je ne m’y attarderai pas.
Quant à ceux qui lui sont plus personnels, plutôt que de les choisir, il serait plus juste de dire qu’il cède à une secrète injonction. Il en est ainsi pour moi de l’Orient au sens large ainsi que du Flamenco. Pour l’un ou l’autre de ces thèmes, je ne puis encore aujourd’hui discerner clairement en moi, l’origine de cette profonde inclination. Elle guide aussi mes goûts musicaux.
Cet Orient que je rêve est une création mentale. Les lieux, les artisans, les musiciens sont bien réels ont existé ou existent encore. Mais mon propos est de les faire entrer dans le monde de la peinture ou plus concrètement, faire en sorte qu’ils vivent d’une vie plastique dans le rectangle magique du tableau. Pour ce faire, il faut que chaque élément se dépouille en partie de son poids de réalité, se déforme, s’adapte aux autres composants qu’il côtoie et qui l’entourent. Le fruit de ce cataclysme pacifique sera, s’il est réussi, une sorte d’organisme vivant et autonome. Une construction nouvelle obéissant à sa propre logique et générant sa propre lumière. »
Un mot de Nicolas Poussin résume ce qui longtemps a été l’objet de tout peintre et le demeure encore pour certains :
« La fin de l’Art est la délectation ».

## Expositions

### Paris
- 1972 - 73 - 75 - 77 : Bibliothèque centrale du 17e
- 1973 - 75 - 77 : Galerie Saint-Séverin
- 1982 : Galerie Berthe
- 1988 - 90 - 92 - 94 : Galerie Art-Mel
- 1997-1999 : Galerie le Breton
- 2002-2005 : Opera Gallery

### Province
- 1981 : Vence
- 1983 : Beaux-Arts de Metz
- 1986 : Galerie Adrienne - Vienne
- 1995 : 
  - Galerie J.P.F. - Montpellier
  - Direction Régionale I.B.M. Sud-Ouest
- 2002 : Abbaye des Prémontrés Pont-a-Mousson.
- 2004 : Le Domaine perdu - Meyrals (avec Marcel Mouly)

### Étranger
- 1992 : Galerie Ansorena - Madrid
- 1993 : Galerie Zero - Murcia (Espagne)
- 2002-2005 : Opera Gallery (New York - Singapour)

## Salons
- 1962-1964 : Union des Arts Plastiques (U.A.P.)
- 1966-1974 : Salons de la Région parisienne (Juvisy - Argenteuil - Montgeron - Montrouge)
- 1970-1976 : Salon des Indépendants (Sociétaire)
- 1972-1985 : Galerie Saint-Hélène à Lyon, Galerie Bernheim-Jeune à Paris, Galerie Kaganovitch à Paris, Galerie Saphir à Paris, Galerie Sculptures à Paris
- 1984 : Salon de Mantes-la-Jolie (invité de Georges DAYEZ)
- 1994-1999 : Salon de Vanves
- 1995 : Galerie Le Breton à Paris avec M. Mouly et J. Cornu.
- 1997 : Exposition « Villes et Mégapoles » organisée par le C.N.R.S.
- 1997-2000 : Salon d'Angers
- 1998 : Mini-Exposition au Salon d'automne
- 2001 : 
  - Galerie Corinne le Monnier - Le Havre.
  - Les artistes prennent le pli. Musée de la Poste. Paris.
- 2005 : Salon des Arts de Cholet (Invité d'honneur)
- 1976-2007 : Salon d'automne (Sociétaire - Tableau acquis par l'État)
- 1998-2007 : Salon du dessin et de la peinture à l'eau